# 루치디오 센티멘티
루치디오 센티멘티(이탈리아어: Lucidio Sentimenti luˈtʃiːdjo sentiˈmenti[*]; 1920년 7월 1일~2014년 11월 28)는 센티멘티 4호(이탈리아어: Sentimenti IV)로도 알려진 이탈리아의 전 축구 선수로, 모데나 도 봄포르토 출신인 골키퍼다.
그의 별칭인 센티멘티 4호는 그가 5형제 중 4째{에니오(1호), 아르날도(2호), 비토리오(3호), 그리고 프리모 (5호)}인 데에서 유래했으며, 장남을 제외한 나머지 넷이 모두 프로 선수로 활약했다. 이 중 루치디오만 이탈리아 국가대표팀에 차출되었다.

## 구단 경력
모데나에서 성인 무대 신고식을 치른 센티멘티는 유벤투스와 라치오를 비롯해 몇몇 주요 이탈리아 구단에서 활약했다.

## 국가대표팀 경력
센티멘티는 1945년부터 1953년까지 이탈리아 국가대표팀 경기에 9번 출전했고, 1950년 월드컵에 이탈리아 선수단 일원으로 참가했다.

## 경기 방식
이전에 일반 선수로 활약했던 그는 조준력이 뛰어나 스트라이커를 비롯해 어느 역할이던 맡을 수 있었으며, 그는 페널티킥 주자로도 성공률이 높았고, 발로 공을 잘 다우렁ㅆ으며, 멀리 차넣기와 정확한 배급력도 지녀, 골 넣는 골키퍼의 1세대로 이름을 올렸다. "코키"(Cochi)라는 별칭으로 알려진 센티멘티는 믿을 수 있고, 끈질기며, 차분한 수문장이었는데, 경기 지능과 득점선에서 쇄도할 순간의 순발력으로 양 발을 이용해 상대 움직임을 예측하는데 뛰어났던 것으로 회자되었고, 왜소한 신장에도 불구하고 운동 신경과, 영역을 능수능란히 사용할 수 있는 능력, 강인한 체격으로 공을 쇄도해 바급하는 공을 가로채거나, 멀리 공을 주먹으로 잘 쳐내기도 했다. 훌륭한 선방을 골대 가운데에서 보이기도 했는데, 자신의 민첩성, 간수력, 꾸준함, 평정심, 그리고 위치 선정에서 정상급으로 평가되었지만, 그가 현역 시절에 먼 거리에서 득점을 성공할 때 그리 많은 관심을 받지 못했다.

## 개인사
센티멘티 가문은 이탈리아 축구의 명가로, 그의 형제들인 에니오, 아르날도, 비토리오, 그리고 센티멘티는 물론 리노와 조카 로베르토와 안드레아 센티멘티가 있었다.
루치디오는 모데나, 유벤투스, 그리고 라치오에서 공격형 미드필더 비토리오 센티멘티와 동시에 후보 혹은 주전 선수로 한배를 탔다. 프리모는 둘과 라치오에서 잠깐 활약하기도 했다.

## 최후
센티멘티는 향년 94세로 이탈리아 토리노에서 영면에 들었다.

## 수상
비첸차
- 세리에 B: 1954–55